# Laroche-Saint-Cydroine
Laroche-Saint-Cydroine är en kommun i departementet Yonne i regionen Bourgogne-Franche-Comté i norra Frankrike. Kommunen ligger i kantonen Migennes som tillhör arrondissementet Auxerre. År 2022 hade Laroche-Saint-Cydroine 1 209 invånare.

## Befolkningsutveckling
Antalet invånare i kommunen Laroche-Saint-Cydroine
| Referens: INSEE |